# 17
17 је била проста година.

## Догађаји
- Википедија:Непознат датум — Маркомани под вођством Марбода воде рат против Херуска под вођством Арминија, у нади да ће добити помоћ од Римског царства.
- Википедија:Непознат датум — Земљотрес потпуно руши Ефес у Малој Азији.

## Смрти

### Јануар
- Википедија:Непознат датум — око 17.: Тит Ливије, римски историчар и писац (* 59. п. н. е.).
- Википедија:Непознат датум — око 17,: Публије Овидије Насон, римски песник.